# 141 Eskadra Myśliwska

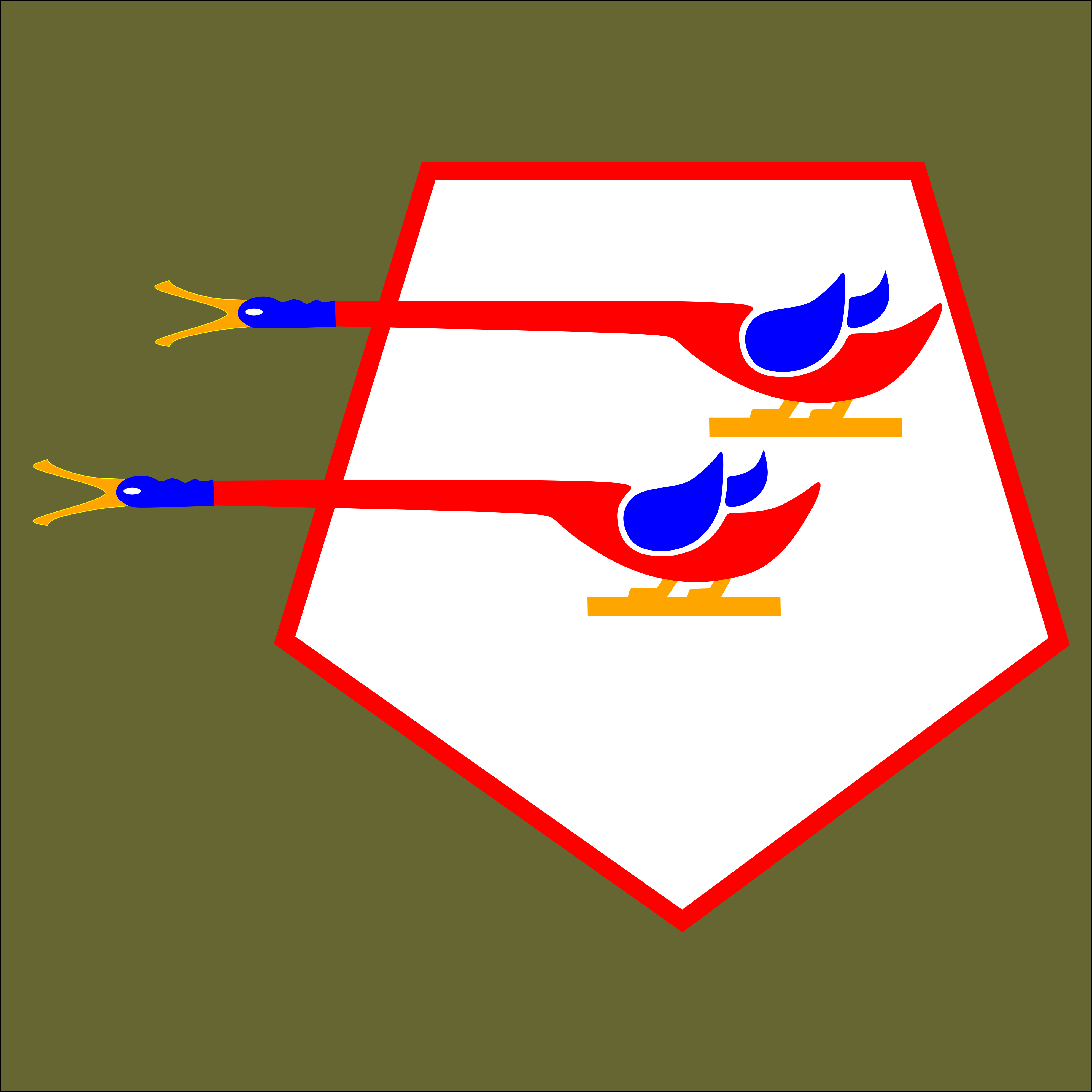
dwie czerwone kaczki z niebieskimi skrzydłami na tle białego pięcioboku z obwódką czerwoną – na samolotach PWS-10

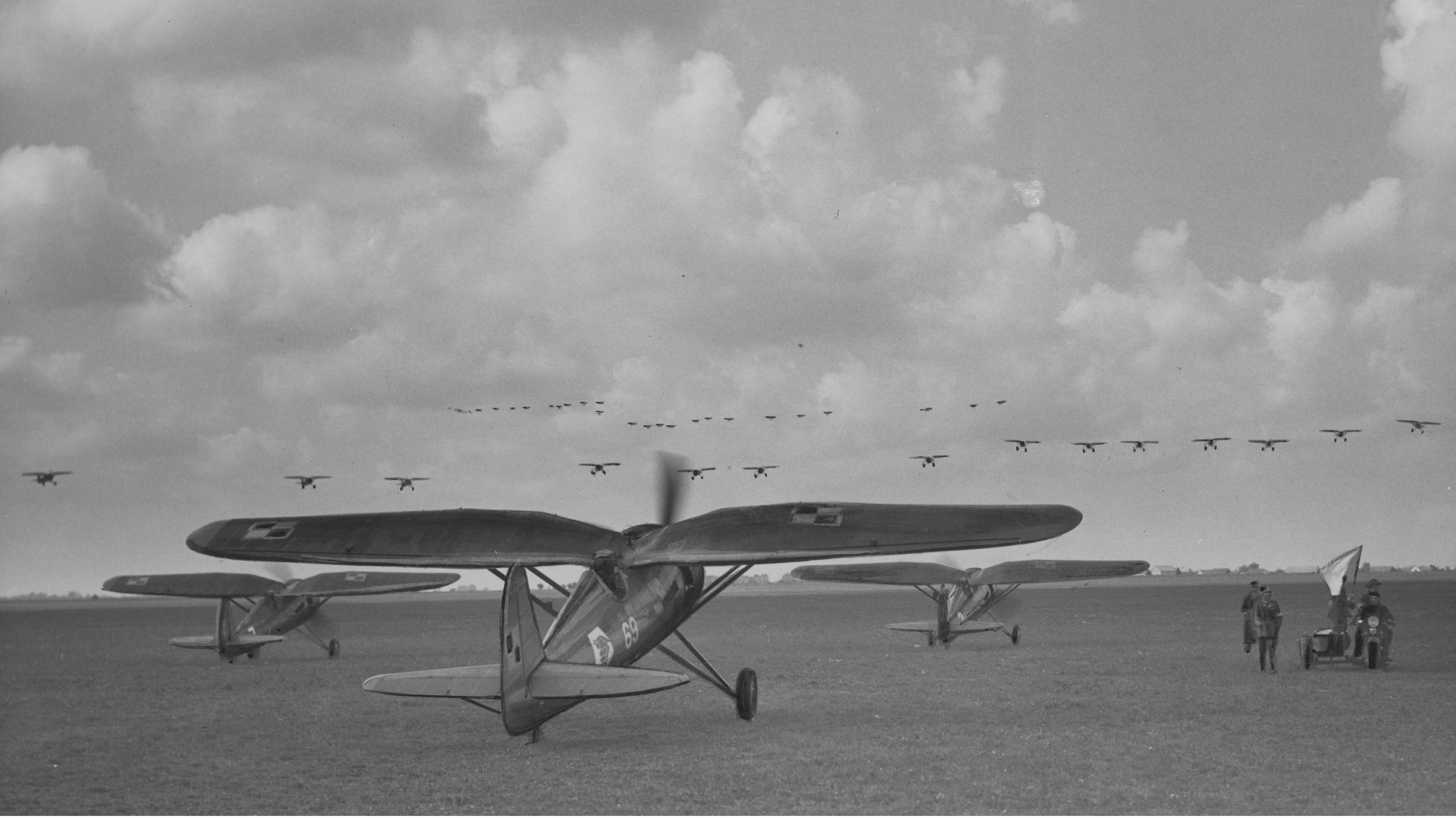
Pokazy lotnicze na lotnisku Okęcie - samolot ze 141 eskadry myśliwskiej 4 plot przed startem; 6 sierpnia 1936 r.

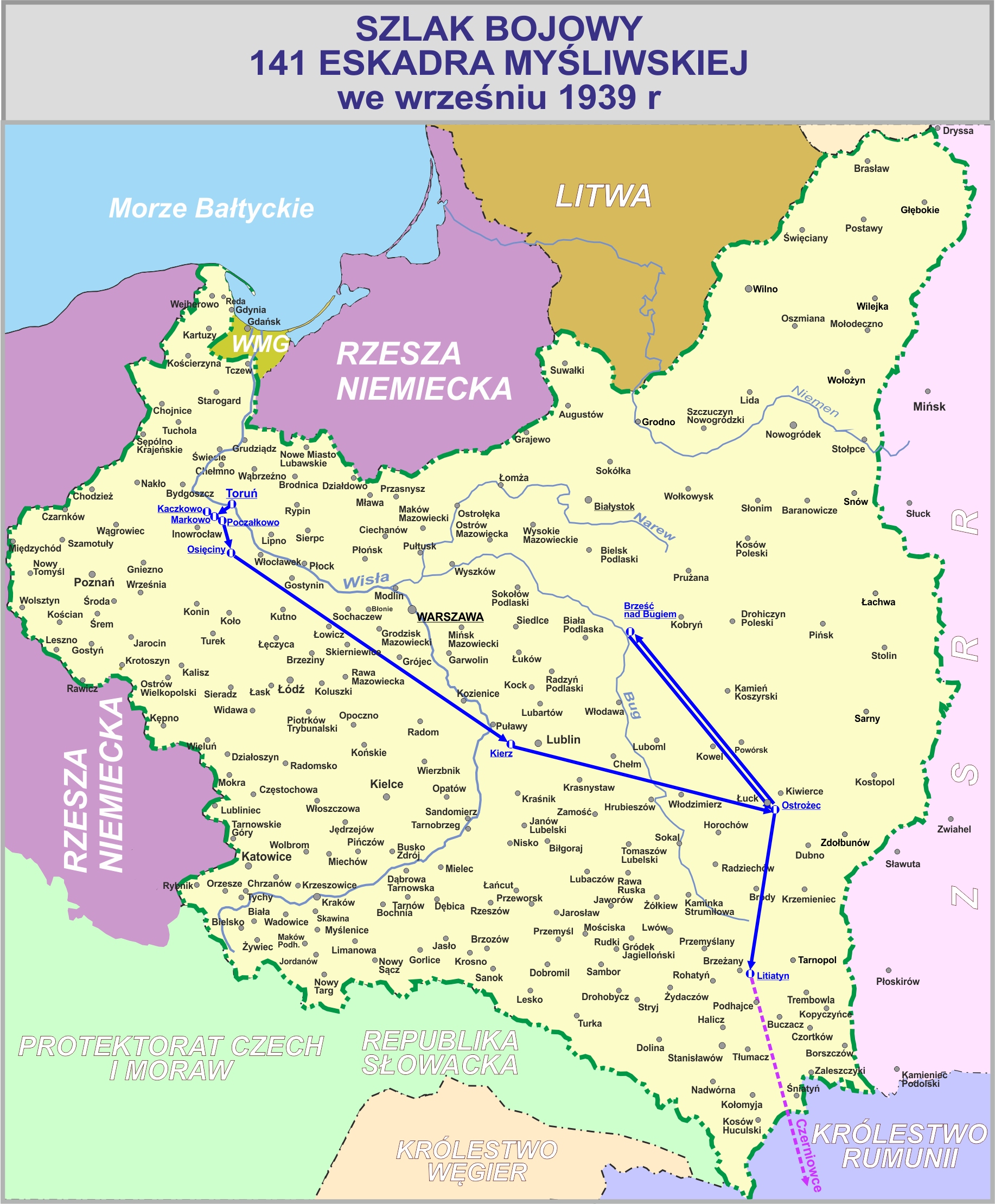

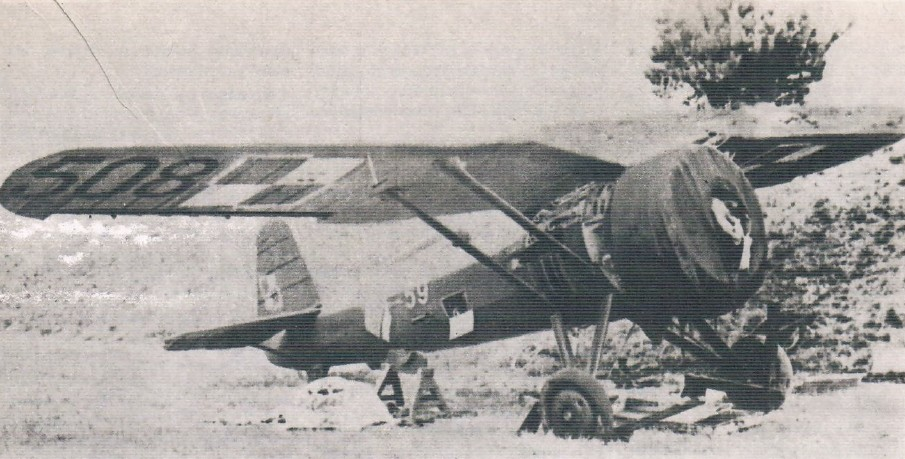
Uszkodzony we wrześniu 1939 roku PZL P.11c ze 141 eskadry myśliwskiej porzucony na lotnisku w Toruniu

141 eskadra myśliwska (141 em) – pododdział lotnictwa myśliwskiego Wojska Polskiego z okresu II Rzeczypospolitej.
Eskadra sformowana została 18 marca 1926 roku jako 123 eskadra myśliwska. 26 maja 1926 roku jednostka przemianowana została na 115 eskadrę myśliwską, a 30 maja 1928 roku na 141 eskadrę myśliwską.
W kampanii wrześniowej 1939 walczyła w składzie lotnictwa Armii "Pomorze" (1-6 IX), a następnie Brygady Pościgowej. Na uzbrojeniu znajdowało się dziesięć samolotów PZL P.11c.
Godła eskadry:
- czerwony poziomy prostokąt na tle białego kwadratu z czerwoną obwódką – 115 eskadry myśliwskiej
- dwie czerwone kaczki z niebieskimi skrzydłami na tle białego pięcioboku z obwódką czerwoną – na samolotach PWS-10
- czerwona kaczka z niebieskim skrzydłem na tle białego pięcioboku z czerwoną obwódką – na samolotach PZL P.7 i PZL P.11

## Formowanie, przekształcenia i szkolenie
Na podstawie rozkazu Departamentu Żeglugi Powietrznej Ministerstwa Spraw Wojskowych L.dz. 25/ŻP/tj. z 18 marca 1926 sformowana została 123 eskadra myśliwska. 
Początkowo personel latający składał się z  pilotów odkomenderowanych z 11 pułku myśliwskiego, a wyposażenie stanowiły samoloty Fokker E.V i Fokker D.III. Wkrótce przezbrojono eskadrę na Spady 61 C1. Etat samolotów wynosił 6 sztuk.
Rozkazem MSWojsk. L.dz. 500/tjn. Og.-Org. z 26 V 1926 r. jednostka została przemianowana na 115 eskadrę myśliwską.
Eskadrę zasilili piloci z rozwiązanych eskadr II dywizjonu lotniczego. Z upływem czasu eskadra wcielała młodych pilotów – absolwentów Oficerskiej Szkoły Lotnictwa i Szkoły Podoficerów Pilotów w Bydgoszczy. 
Rozkazem dziennym dowódcy 4 pułku lotniczego,  z dniem 30 maja 1928 przemianowano 115 eskadrę na 141 eskadrę myśliwską.
W 1929 zwiększono etaty samolotów w eskadrach myśliwskich z 6 do 10 samolotów. Zmiana ta ujawniła braki w obsadzie etatów wyszkolonymi pilotami.  W tym okresie nie można było prowadzić pełnego wyszkolenia myśliwskiego, szczególnie w zakresie ćwiczeń grupowych. Z czasem szkolenie pilotów myśliwskich we własnym zakresie oraz dopływ absolwentów Oficerskiej Szkoły Lotnictwa w Dęblinie i Szkoły Pilotażu w Bydgoszczy umożliwiły uzupełnienie kadry.
W tym też roku nakazano bezwzględne stosowanie spadochronów podczas lotów nocnych na wszystkich samolotach oraz w czasie lotów połączonych z dużym niebezpieczeństwem (np. walka powietrzna)”. Dowódca 4 pułku lotniczego  rozkazem dziennym nr 6/30 z 9 stycznia 1930 polecił „stosowanie spadochronów podczas wszystkich lotów na samolotach jedno- i dwumiejscowych podczas ćwiczeń walki powietrznej oraz lotów grupowych. D-cy dyonów wyznaczą oficerów spadochronowych i z-ców (podoficerów) podlegających oficerowi spadochronowemu pułku...”.
W styczniu 1931 podjęto decyzję o wycofaniu samolotów Spad z uzbrojenia jednostek myśliwskich. Kontrola techniczna ujawniła, że współczynnik bezpieczeństwa konstrukcji tego samolotu był o połowę mniejszy od projektowanego. Z braku samolotów zastępczych, pozostały one czasowo na wyposażeniu eskadry. Zabroniono jednak na nich akrobacji.  Aby przynajmniej częściowo umożliwić pilotom doskonalenie myśliwskie, przydzielono do eskadry samoloty Wibault 70C1. Jesienią eskadra otrzymała pierwsze polskie samoloty PWS-10. W marcu 1932 dysponowała już kompletem samolotów tego typu.
W lecie 1933 rozpoczęto wymianę samolotów PWS-10 na PZL P.7. Na tym sprzęcie eskadra w składzie dywizjonu uczestniczyła w ćwiczeniach letnich w rejonie Brześcia.
W 1934 szkołę ognia lotniczego eskadra przeprowadziła na poligonie Pohulanka koło Wilna stacjonując na lotnisku w Lidzie. 
W związku z uroczystościami pogrzebowymi I Marszałka Polski Józefa Piłsudskiego, z Torunia na lotnisko Okęcie odleciało 8 P.7 ze 141 eskadry. W ramach zgrupowania myśliwskiego uczestniczono w paradzie powietrznej nad Polem Mokotowskim podczas ostatniej defilady wojsk przed trumną Marszałka.
W październiku 1935 samoloty 141 eskadry myśliwskiej oznaczono numerami od 21T do 30T. Numer 68T otrzymał samolot dowódcy III/4 dywizjonu myśliwskiego.
W drugim półroczu 1936 eskadra wymieniła samoloty PZL P.7 na  PZL P.11c. Na nowych samolotach  uczestniczyła w letniej koncentracji lotnictwa w Warszawie zakończonej defiladą powietrzną wszystkich jednostek. W roku następnym odbyła szkołę ognia w Grudziądzu, a we wrześniu wzięła udział w dużych manewrach wojsk różnych broni. Ćwiczono między innymi osłonę wielkich jednostek w marszu i osłonę stacji rozładowczych przed samolotami bombardującymi.

## Działania 141 eskadry myśliwskiej w 1939
Wiosną 1939 eskadra wchodziła w skład III dywizjonu myśliwskiego 4 pułku lotniczego w Toruniu, wraz ze 142 eskadrą myśliwską. 
W związku z coraz bardziej narastającą penetracją powietrzną niemieckich samolotów nad rejonem  Pomorza, eskadra odleciała na polowe lotnisko koło Bydgoszczy. Tam dyżurowała kluczami na zasadzkach. Ponieważ samoloty nieprzyjacielskie dysponowały większą prędkością niż PZL P.11, dojście do nich na odległość strzału było praktycznie niemożliwe. Po kilku dniach eskadrę odwołano z zasadzki.
Latem 1939 uzupełniano i remontowano sprzęt, gromadzono części, urządzenia wymienne itp. W tym czasie do eskadry sukcesywnie napływali rezerwiści. Przydzielono 3 podchorążych – absolwentów ostatniego rocznika SPL Dęblin.
8 sierpnia 3-samolotowy klucz eskadry ppor. Władysława Urbana osłaniał przelot  2-silnikowej maszyny od Gdyni po rejon Płocka. Osłanianym samolotem był francuski Amiot 143M, który omijając teren III Rzeszy leciał do Warszawy w ramach współpracy lotniczej Polski i Francji.
Również w sierpniu eskadra wzięła udział w kilkudniowych ćwiczeniach lotniczych na pograniczu z Wolnym Miastem Gdańsk, gdzie narastała fala prowokacji antypolskich. Piloci wykonywali finezyjną akrobację, nurkowanie, ostrzeliwanie celów ziemnych. Miało to być przestrogą, by nie naruszyć pasa granicznego.
Mobilizację przeprowadzono w dniach 23-24 sierpnia. Uzupełniono stan eskadry w zakresie: pomocniczego sprzętu lotniczego, materiałów technicznych, paliwa i pojazdów mechanicznych.
30 sierpnia odjechał na polowe lotnisko w  Markowie rzut kołowy eskadry. W tym też dniu na lądowisko przyleciały samoloty eskadry. Personel latający i naziemny został zakwaterowany w budynku szkolnym i w sąsiednich zabudowaniach wiejskich.

### Walki w kampanii wrześniowej
W kampanii wrześniowej 1939 walczyła w składzie lotnictwa Armii "Pomorze" (1-6 IX), a następnie Brygady Pościgowej. 31 sierpnia przebazowana została na lotnisko polowe w pobliżu wsi Markowo. Na uzbrojeniu znajdowało się dziesięć samolotów PZL P.11c.
1 września na lotnisku w Markowie czuwał klucz alarmowy: por. Pisarek, ppor. Urban i kpr. Mielczyński. Około 11.00 nastąpił start klucza do walki z niemieckimi samolotami rozpoznawczymi. Nad Toruniem zaatakowano bezskutecznie Dorniera Do 17.
Klucz, tym razem bez ppor. Urbana, ponownie wystartował około 15.00. Przebieg lotu tak odnotował w sprawozdaniu dowódca eskadry:

1 września o godz. 14.00 dyon otrzymał wiadomość z sieci obserwacyjno-meldunkowej o bombardowaniu Bydgoszczy i locie npla na Toruń. Wystartowały 3 klucze a 3 samoloty. Wyprawy nie napotkano, natomiast napotkano 1 samolot npla Hs-126, którego zestrzelił por. Pisarek Marian. Samolot spadł 10 km na zachód od Torunia. Lądował przy nim ppor. Skalski. Obserwator ciężko ranny, pilot lżej, samolot rozbity. Jeńców oddano d-twu armii.

Rano 2 września klucz kpt. Rolskiego zaatakował bez powodzenia Do-17. Dywizjon III/4 otrzymał następnie rozkaz z dowództwa Armii zaatakowania wojsk niemieckich na ziemi (tzw. interwencji naziemnej), po czym jego dowódca kpt Florian Laskowski wybrał w drodze losowania do wykonania tego zadania 141 Eskadrę, samemu ją prowadząc.
O 14.34 wystartowały kolejno klucze: kpt. Laskowskiego, por. Pisarka i kpt. Rolskiego, w liczbie 9 samolotów. Ich zadaniem było zaatakować z lotu koszącego ogniem karabinów maszynowych oddziały niemieckiej 21. Dywizji Piechoty. Kpt. Rolski tak opisał tę akcję:

[...] Po starcie obrałem kierunek za d-cą dyonu, który leciał pierwszy w kluczu. Lot przy ziemi. Za m. Radzyń – 4 km zostałem ostrzelany przez własne oddziały, a następnie bardzo gęstym ogniem przez wojska niemieckie. Doleciałem do m. Łasin i zawróciłem, ostrzeliwując rozsypane oddziały niemieckie. Na szosach nie było żadnych wojsk: piechota, jeźdźcy, pojedyncze czołgi - na polach, a małe grupki piechoty kryjące się w jarach [...]. Górna 142 eskadra osiągnęła sukces, ponieważ jak wynikało z meldunków pilotów, zestrzeliła 7 samolotów npla, a robili wymiatanie na dwóch „piętrach”. Gdyby i moja eskadra robiła wspólnie wymiatanie - rzeczywisty efekt byłby jeszcze większy. Strzelanie do ziemi nie dało wyniku, a pociągnęło prawie 50% strat. Przy dzisiejszej obronie naziemnej lot na wysokości 10 metrów jest prawie zawsze z wynikiem ujemnym, czego najlepszym dowodem była strata 4 pilotów i 4 samolotów.

W akcji tej zginął dowódca dywizjonu kpt. pil. Florian Laskowski, którego obowiązki przejął dowódca 141 eskadry kpt. Rolski. Ponadto zginęli ppor. pil. Władysław Urban i kpr. pil. Benedykt Mielczyński, a ppor. pil. Edward Jankowski lądował na uszkodzonym samolocie i powrócił do eskadry 4 września
. Skutki ataku nie są znane, mogło zginąć lub doznać ran najwyżej kilku – kilkunastu żołnierzy. Rozkaz o interwencji naziemnej był przedmiotem krytyki w powojennej literaturze jako prowadzący do strat bez możliwości spowodowania realnych efektów, niemniej jego celem było zapewne wzmocnienie morale własnej broniącej się piechoty – przy tym dowódca dywizjonu zdecydował ograniczyć użyte siły do jednej eskadry. Mimo dotkliwych strat, błędna jest jednak rozpowszechniona popularna wersja o „samobójczym ataku” na „kolumnę pancerną”, a celem była piechota i jej sprzęt.
3 września eskadra miała osłaniać z powietrza przeprawy przez Wisłę pod Chełmnem. Dowództwo eskadry objął por. pil. Marian Pisarek. W tym dniu kpt. Rolski wraz z pchor. Czajkowskim zaatakowali samoloty wroga usiłujące zbombardować most pontonowy na Wiśle. W starciu kpt. Rolski zestrzelił jednego Ju 87. Po południu eskadra osłoniła prowadzące rozpoznanie załogi 43 eskadry obserwacyjnej. 
Dwa samoloty eskadry zaatakowały omyłkowo powracającego z rozpoznania Karasia 42 eskadry rozpoznawczej. W wyniku tragicznej pomyłki samolot zapalił się, a ppor. obs. Zygmunt Mazurkiewicz zmarł w szpitalu.
Po południu w rejon Nakła polecieli: ppor. obs. Mazurkiewicz, kpr. pil. Banaszuk i kpr. strz. Więckowski. 
Wieczorem przegrupowano się na lotnisko Kaczkowo.
4 września lotów bojowych nie było. Przed południem eskadra przegrupowała się na lotnisko Początkowo.
Z Początkowa wystartowały dwa klucze eskadry: kpt. Rolskiego i por. Pisarka. Współdziałały z nimi załogi 142 eskadry. Polscy piloci natknęli się na niemiecką wyprawę 24 bombowców osłanianych przez 15 Me-109 i Me-110. W trakcie bitwy powietrznej nad Poczałkowem Polacy zniszczyli 5 samolotów niemieckich. Zginął od przypadkowej kuli majster wojskowy Franciszek Nawrot. Tego dnia dołączył do eskadry zaginiony 2 września ppor. Jankowski, a eskadra została przesunięty na lądowisko koło Osięcin.
W dniu następnym lotów bojowych nie wykonywano.
Od rana 6 września prowadzono rozpoznanie przepraw nieprzyjaciela pod Grudziądzem i Chełmnem oraz osłaniano mosty w Toruniu. Około 14.00 patrolujące nad Toruniem samoloty starły się z dwoma zgrupowaniami Ju-87 usiłującymi dotrzeć do mostów. Podchorąży Drybański zestrzelił jednego Ju-87, ale sam  przymusowo lądował pod Toruniem i nie dołączył już do eskadry.
Około 15.00 klucze kpt. Rolskiego i por. Pisarka, w patrolu nad mostami Torunia spędzały samoloty rozpoznawcze i bombowe Luftwaffe. W rejonie Solca Kujawskiego kpt. Rolski zestrzelił 1 Hs 126.
Wieczorem III/4 dywizjon myśliwski wyszedł z podporządkowania dowódcy lotnictwa Armii „Pomorze” i w godzinach rannych 7 września odleciał do Brygady Pościgowej na lotnisko Kierz. Wcześniej pod Lublin wyruszył rzut kołowy dowodzony przez por. pil. Franciszka Skibę. Niestety na miejscu nie otrzymano zapowiedzianego zaopatrzenia w paliwo i żywność.
8 września przywieziono 2 beczki benzyny i amunicję z Dęblina i wznowiono loty patrolowe.
W dniu następnym nastąpił odlot na lotnisko Ostrożec z międzylądowaniem w Łucku.
W tym czasie pod Żyrardowem jeden człon rzutu kołowego został rozbity przez niemiecki patrol i porzucony. Drugi człon jechał dalej. Po przyjeździe do Kierza, nie zastawszy tam dywizjonu, por. Skiba ruszył w do Ostrożca, gdzie dotarł 11 września.
10 września na wsparcie lotnictwa Armii „Poznań” odleciało 10 pilotów III/4 dywizjonu. Nie doczekawszy się mjr. Wyrwickiego, dowódca dywizjonu zdecydował się powrócić do Ostrożca. Po przylocie, na skutek braku paliwa, dywizjon był unieruchomiony. Sytuację częściowo uratowało przybycie rzutu kołowego.
W dniach 12 i 13 września trwały poszukiwania materiałów pędnych. 14 września po południu eskadra odleciała do Litiatyna. 
15 września por. Pisarek z ppor. Lachowickim-Czechowiczem rozpoznawali w rejonie Lwowa, atakując niejako przy okazji niemiecką kolumnę.
16 i 17 września nastąpiła reorganizacja Brygady Pościgowej. Część pilotów eskadry wcielono do nowo sformowanych dywizjonów, pozostali mieli odjechać do Konstancy po odbiór zapowiedzianych samolotów Morane 406 i Hawker „Hurricane”.
17 września o 17.00 pięć samolotów 141 eskadry myśliwskiej odleciało do Czerniowiec. Reszta personelu latającego i naziemnego pod dowództwem kpt. Rolskiego przekroczyła granicę polsko–rumuńską w dniu następnym.
| Zestrzelenia                   | Zestrzelenia                                          | Zestrzelenia                                          | Zestrzelenia                                          |
| ------------------------------ | ----------------------------------------------------- | ----------------------------------------------------- | ----------------------------------------------------- |
|                                | Pewne                                                 | Pewne                                                 | Uszkodzenia                                           |
| 6                              | 6                                                     | 2                                                     |                                                       |
| Straty eskadry                 |                                                       |                                                       |                                                       |
| Polegli                        | kpt. Florian Laskowski, ppor. Urban, kpr. Mielczyński | kpt. Florian Laskowski, ppor. Urban, kpr. Mielczyński | kpt. Florian Laskowski, ppor. Urban, kpr. Mielczyński |
| Ranni                          | st. szer. Delatowski                                  | st. szer. Delatowski                                  | st. szer. Delatowski                                  |
| Zaginieni                      | pchor. Drybański                                      | pchor. Drybański                                      | pchor. Drybański                                      |
| Samoloty                       |                                                       |                                                       |                                                       |
| Stan                           | Uzupełnienie                                          | Zniszczone                                            | Ewakuacja                                             |
| 12 PZL P.11c                   | 0                                                     | 7                                                     | 5                                                     |
| Zwycięstwa pilotów 141 eskadry |                                                       |                                                       |                                                       |
| Data                           | Stopień, imię i nazwisko                              | Stopień, imię i nazwisko                              | Zestrzelenia                                          |
| 1 września                     | por. pil. Pisarek                                     | por. pil. Pisarek                                     | 0,5 Hs 126                                            |
| 1 września                     | kpr. pil. Benedykt Mielczyński                        | kpr. pil. Benedykt Mielczyński                        | 0,5 Hs-126                                            |
| 2 września                     | por. pil. Pisarek                                     | por. pil. Pisarek                                     | 1 Hs 126                                              |
| 2 września                     | por. pil. Pisarek                                     | por. pil. Pisarek                                     | 1 Do 17                                               |
| 2 września                     | kpt. pil. Rolski                                      | kpt. pil. Rolski                                      | 1 Do 17                                               |
| 3 września                     | kpt. pil. Rolski                                      | kpt. pil. Rolski                                      | 1 Ju 87                                               |
| 3 września                     | por. pil. Pisarek                                     | por. pil. Pisarek                                     | 1 PZL.23 Karaś z 42 er                                |
| 4 września                     | ppor. pil. Lachowicki-Czechowicz                      | ppor. pil. Lachowicki-Czechowicz                      | 1 Ju 87                                               |
| 6 września                     | kpt. pil. Rolski                                      | kpt. pil. Rolski                                      | 1 Hs 126                                              |
| 6 września                     | pchor. pil. Drybański                                 | pchor. pil. Drybański                                 | 1 Ju 87                                               |

## Personel eskadry
| Stopień         | Imię i nazwisko     | Okres pełnienia służby      |
| --------------- | ------------------- | --------------------------- |
| porucznik pilot | Eugeniusz Guttmejer | - † 17 III 1926             |
| porucznik pilot | Janusz Araszkiewicz | p.o. III – VIII 1926        |
| porucznik pilot | Karol Kaczmarczyk   | VIII 1926 – I 1927          |
| porucznik pilot | Zygmunt Janicki     | 14 I 1927 – 11 VII 1928     |
| kapitan pilot   | Leopold Pamula      | 11 VII 1928 – 9 XI 1928     |
| porucznik pilot | Feliks Kulesza      | wz. 9 XI 1928               |
| porucznik pilot | Zygmunt Janicki     | 25 III 1929 – 10 IV 1930    |
| kapitan pilot   | Roman Rudkowski     | 10 IV 1930 – III 1931       |
| kapitan pilot   | Lotariusz Arct      | 12 III 1931 – 23 III 1933   |
| porucznik pilot | Eugeniusz Makowski  | p.o. 23 IV – 1 VII 1932     |
| kapitan pilot   | Jan Łukasiewicz     | 23 III 1933 – † 8 I 1934    |
| porucznik pilot | Stanisław Grodzicki | p.o. 10 I – 31 III 1934     |
| porucznik pilot | Konrad Sadowski     | 1934                        |
| porucznik pilot | Karol Lubański      | p.o. 1934                   |
| porucznik pilot | Włodzimierz Łazoryk | p.o. od 27 XI 1934 – I 1935 |
| porucznik pilot | Józef Werakso       | od 17 I 1935 – X 1936       |
| kapitan pilot   | Stanisław Brzezina  | od 3 X 1936 – III 1938      |
| kapitan pilot   | Tadeusz Rolski      | od 31 III 1938 – IX 1939    |
| porucznik pilot | Marian Pisarek      | od 3 IX 1939                |

| Stanowisko        | Stopień, imię i nazwisko                 | Przydział we wrześniu 1939    |
| ----------------- | ---------------------------------------- | ----------------------------- |
| dowódca           | kpt. Tadeusz Henryk Rolski               | dowódca 141 eskadry           |
| zastępca dowódcy  | por. Jerzy Karol Józef Słoński           |                               |
| oficer techniczny | ppor. Edward Tatarski                    | oficer techniczny 141 eskadry |
| pilot             | ppor. Edward Jankowski                   | pilot 141 eskadry             |
| pilot             | ppor. Lech Mariusz Lachowicki-Czechowicz | pilot 141 eskadry             |
| pilot             | ppor. Władysław Różycki                  | pilot 141 eskadry             |
| pilot.            | ppor. Władysław Antoni Urban             | pilot 141 eskadry             |
| pilot             | ppor. Witold Jander                      |                               |

| Stanowisko           | Stopień, imię i nazwisko                  | Uwagi                    |
| -------------------- | ----------------------------------------- | ------------------------ |
| dowódca eskadry      | kpt. pil. Tadeusz Rolski                  | od 2 IX dowódca III/4 dm |
| zastępca dowódcy     | por. pil. Marian Pisarek                  | od 3 IX dowódca eskadry  |
| oficer techniczny    | ppor. techn. Edward Tatarski              |                          |
| szef mechaników      | st. majster wojskowy Aleksander Michalski |                          |
| szef administracyjny | st. sierż. Stanisław Przybylski           |                          |
| Piloci               | ppor. Lech Czechowicz-Lachowicki          |                          |
| Piloci               | ppor. Edward Jankowski                    |                          |
| Piloci               | ppor. Adam Łabiszewski                    |                          |
| Piloci               | ppor. Władysław Różycki                   |                          |
| Piloci               | ppor. Władysław Urban                     | poległ                   |
| Piloci               | pchor. Franciszek Czajkowski              |                          |
| Piloci               | pchor. Zygmunt Drybański                  | zaginął                  |
| Piloci               | pchor. Zdzisław Laghammer                 |                          |
| Piloci               | kpr. Jan Budziński                        |                          |
| Piloci               | kpr. Benedykt Mielczyński                 | poległ                   |
| Piloci               | kpr. Władysław Wiśniewski                 |                          |
| Piloci               | st. szer. Zygmunt Delatowski              |                          |

## Upamiętnienie
- Tradycje 141 eskadry myśliwskiej okresu II Rzeczypospolitej w Polskich Siłach Zbrojnych kultywował stacjonujący w Wielkiej Brytanii 306 dywizjon myśliwski.

## Wypadki lotnicze
W okresie funkcjonowania eskadry miały miejsce następujące wypadki lotnicze zakończone obrażeniami lub śmiercią pilota:
- 17 marca 1926 zginął por. pil. Eugeniusz Guttmejer podczas wykonywania akrobacji samolotem Blériot-SPAD S.61.
- 24 sierpnia 1927 zginął por. pil. Stanisław Szczeniawski podczas szkoły ognia lotniczego. Powodem wypadku było oderwanie się skrzydeł w samolocie.
- 2 grudnia 1930 na samolocie Spad zginął por. pil. Edward Suzanowicz.
- 8 stycznia 1934 podczas niskiej akrobacji samolotem PZL P.7 zginął kpt. pil. Jan Łukasiewicz. Powodem wypadku było zawadzenie skrzydłem o dach stodoły.
- 31 lipca 1934 na lotnisku w Lublinku koło Łodzi zginął kpr. pil. Rietzki. Podczas wykonywania korkociągu urwała się lotka.
- 10 grudnia 1935 por. pil. ćwicząc walkę powietrzną zderzył się z samolotem 3 pułku lotniczego. Pilot pomimo uszkodzeń w samolocie doprowadził maszynę do lotniska.
- 14 czerwca 1938 zginął kpr. pil. Karol Napierski podczas pokazowej walki powietrznej.